# CRIDA
El Centro de Referencia de Investigación, Desarrollo e Innovación ATM (o más conocido como CRIDA) es un centro de investigación, desarrollo e innovación (I+D+I) en el ámbito de la gestión del tráfico aéreo (ATM) en España. Este Centro aúna la investigación teórica a través de la participación de la Universidad Politécnica de Madrid (UPM) y la investigación aplicada al sistema de navegación aérea, gracias a la aportación del proveedor de servicios español, ANSP, Aeropuertos Españoles y Navegación Aérea (en la actualidad, ENAIRE).
El principal objetivo de CRIDA es mejorar la productividad y eficiencia del sistema de navegación aérea en el ámbito ATM español y europeo, manteniendo la seguridad aérea como elemento clave. El Centro, además, tiene un componente aglutinador del I+D+i en el sector de ATM europeo y fomenta la cooperación entre empresas, organismos y universidades que investigan en este sector.